# Avenida Kantutani
La Avenida Kantutani, oficialmente Avenida Mariscal Bernardino Bilbao Rioja, es un vía rápida de transporte ubicada en la ciudad de La Paz, sede de gobierno de Bolivia.

## Toponimia
La avenida Kantutani recibe su nombre de las zonas aledañas, denominadas así por la presencia de kantutas, flor nacional de Bolivia, el nombre se forma del vocablo aimara Kantuta que designa a esta especie y el sufijo ni, que expresa la existencia de las mismas en el lugar, una traducción aproximada sería Lugar de las kantutas.

## Características
Una de las principales características de la avenida es su sinuosidad, atraviesa las serranías que caracterizan la ciudad de La Paz y conecta las zonas de Sopocachi y San Jorge en el Macrodistrito Cotahuma, con las zonas de Obrajes y Següencoma en el macro distrito Sur.

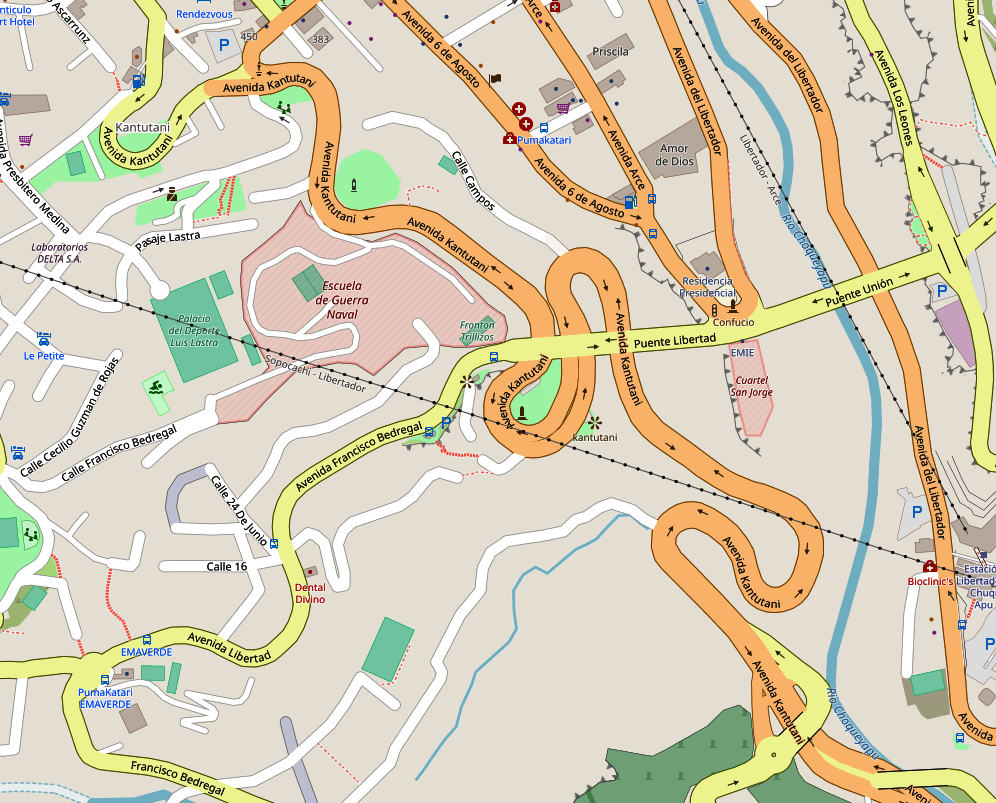
Mapa de la avenida Kantutani en OpenStreetMap 2019

La avenida Kantutani presenta 2 carriles por sentido, todos ellos construidos con pavimento rígido. Tiene, a lo largo de su recorrido una gran vista de la ciudad de La Paz, sobre ella pasan los Puentes Trillizos y a lo largo del recorrido existen diferentes espacios urbanos con vegetación local, y miradores. En 2013 se realizó una remodelación a lo largo de 2 km del carril de bajada y arreglos en el distribuidor ubicado al sur de la vía.

## Cambio de nombre
En 2004 por gestiones de los excombatientes de la Guerra del Chaco la vía fue renombrada como Mariscal Bernardino Bilbao Rioja, en honor al héroe de guerra boliviano, aunque el nombre no llegó a popularizarse.

## Incidentes

### Accidentes por exceso de velocidad
La gran velocidad que alcanzan algunos vehículos sumada a la sinuosidad de la vía la han convertido en escenarios de algunos accidentes de tráfico.

### Caso Prosegur
En 2001 se produjo en la vía un violento atraco a un vehículo de seguridad, el atraco cobró la vida de dos policías y un civil, el vehículo transportaba una importante cantidad de dinero que alcanzaba los 5 millones de bolivianos. El vehículo fue interceptado  a la altura de uno de los miradores que se encuentran a lo largo de la vía. Las investigaciones y juicios posteriores dieron como resultado la condena de 17 personas, entre ellos dos policías de alto rango como cabecillas del atraco, ambos condenados  a 30 años de prisión y una funcionaria de gobierno junto a otros ciudadanos que conformaron esta banda delincuencial boliviana-peruana.

### Deslizamiento de 2019
Un deslizamiento ocurrido en la parte superior de la serranía afectó la vía que tuvo que ser cerrada durante los trabajos de remoción de material en abril de 2019.